# Hilliard (Florida)
Hilliard város az USA Florida államában, Nassau megyében. Lakosainak száma 2967 fő (2020. április 1.).

## Népesség
A település népességének változása:

| 2010 | 3 086 |
| 2020 | 2 967 |